# Вилар-ду-Монти (Понти-ди-Лима)
Вила́р-ду-Мо́нти (порт. Vilar do Monte) — населённый пункт и район в Португалии, входит в округ Виана-ду-Каштелу. Является составной частью муниципалитета Понте-де-Лима. По старому административному делению входил в провинцию Минью. Входит в экономико-статистический субрегион Минью-Лима, который входит в Северный регион. Население составляет 113 человек на 2001 год. Занимает площадь 3,51 км².